# ساغامور (ماساتشوستس)
ساغامور (بالإنجليزية: Sagamore Beach, Massachusetts)‏ هي منطقة سكنية تقع في الولايات المتحدة في مقاطعة بارنستابل. يقدر عدد سكانها بـ 2,977 نسمة .